# Parafia Narodzenia Najświętszej Maryi Panny w Borysowie
Parafia Narodzenia Najświętszej Maryi Panny w Borysowie – rzymskokatolicka parafia znajdująca się w archidiecezji mińsko-mohylewskiej, w dekanacie borysowskim, na Białorusi. Parafię prowadzą marianie, liczy ok. 3000 wiernych.
Msze odprawiane są również w języku polskim.

## Historia
Pierwszy, drewniany kościół w Borysowie ufundował marszałek nadworny koronny i starosta borysowski Adam Kazanowski w 1642. W tym też roku powstała przy nim parafia. Proboszczowie borysowscy byli zobligowani do odprawiania w każdy piątek mszy świętych za dusze króla Władysława IV Wazy i marszałka Kazanowskiego. Tradycja ta była kontynuowana na pewno jeszcze w II połowie XIX wieku. W latach 1806–1823 wzniesiono obecny kościół, początkowo pw. Wniebowzięcia Najświętszej Maryi Panny. W XIX wieku parafia należała do dekanatu borysowskiego diecezji wileńskiej i posiadała dwie kaplice filialne.
Kościół działał do 1937, gdy został znacjonalizowany przez władze sowieckie, a pracujących przy nim księży zesłano do gułagu. W kolejnych latach budynek służył celom świeckim. W latach 1956–1960 r. w kościele posługiwał ks. Wiktor Szutowicz. Kościół został zwrócony katolikom w kwietniu 1989 i wówczas reaktywowano przy nim parafię. Jednak stała opieka duszpasterska została ustanowiona dopiero w sierpniu 1990. Od czasów przywrócenia parafii jest ona prowadzona przez marianów.